# 久本 (川崎市)
久本（ひさもと）は、神奈川県川崎市高津区の地名。現行行政地名は久本1丁目から久本3丁目。住居表示実施済区域。

## 地理
高津区の中央部に位置し、東に坂戸、南と南西に末長、北西に下作延、北に溝口と接している。

### 地価
住宅地の地価は、2025年（令和7年）1月1日の公示地価によれば、久本2丁目5-34の地点で40万8000円/m²、久本3丁目5-4の地点で65万4000円/m²となっている。

## 歴史

### 沿革
- 1937年（昭和12年）4月1日 - 橘樹郡高津町が川崎市に編入。川崎市久本となる。
- 1972年（昭和47年）4月1日 - 川崎市が政令指定都市に指定され、高津区が設立。川崎市高津区久本となる。
- 1992年（平成4年）11月24日 - 住居表示の実施に伴い、久本が廃止され、久本1丁目から久本3丁目を新設する[5][8]。

## 世帯数と人口
2025年（令和7年）6月30日現在（川崎市発表）の世帯数と人口は以下の通りである。
| 丁目      | 世帯数    | 人口     |
| --------- | --------- | -------- |
| 久本1丁目 | 1,198世帯 | 2,143人  |
| 久本2丁目 | 1,530世帯 | 2,938人  |
| 久本3丁目 | 3,508世帯 | 7,591人  |
| 計        | 6,236世帯 | 12,672人 |

### 人口の変遷
国勢調査による人口の推移。
| 年                 | 人口   |
| ------------------ | ------ |
| 1995年（平成7年）  | 7,611  |
| 2000年（平成12年） | 8,258  |
| 2005年（平成17年） | 10,607 |
| 2010年（平成22年） | 12,282 |
| 2015年（平成27年） | 13,047 |
| 2020年（令和2年）  | 12,834 |

### 世帯数の変遷
国勢調査による世帯数の推移。
| 年                 | 世帯数 |
| ------------------ | ------ |
| 1995年（平成7年）  | 3,274  |
| 2000年（平成12年） | 3,784  |
| 2005年（平成17年） | 4,862  |
| 2010年（平成22年） | 5,656  |
| 2015年（平成27年） | 5,977  |
| 2020年（令和2年）  | 6,052  |

## 学区
市立小・中学校に通う場合、学区は以下の通りとなる（2024年3月時点）。
| 丁目      | 番・番地等                                       | 小学校             | 中学校             |
| --------- | ------------------------------------------------ | ------------------ | ------------------ |
| 久本1丁目 | 全域                                             | 川崎市立久本小学校 | 川崎市立高津中学校 |
| 久本2丁目 | 全域                                             | 川崎市立久本小学校 | 川崎市立高津中学校 |
| 久本3丁目 | 1～10番1号 10番4～11号 10番13号～最終号 11～16番 | 川崎市立久本小学校 | 川崎市立高津中学校 |
| 久本3丁目 | 10番2〜3・12号                                   | 川崎市立坂戸小学校 | 川崎市立高津中学校 |

## 事業所
2021年（令和3年）現在の経済センサス調査による事業所数と従業員数は以下の通りである。
| 丁目      | 事業所数  | 従業員数 |
| --------- | --------- | -------- |
| 久本1丁目 | 94事業所  | 1,567人  |
| 久本2丁目 | 56事業所  | 1,946人  |
| 久本3丁目 | 225事業所 | 5,599人  |
| 計        | 375事業所 | 9,112人  |

### 事業者数の変遷
経済センサスによる事業所数の推移。
| 年                 | 事業者数 |
| ------------------ | -------- |
| 2016年（平成28年） | 325      |
| 2021年（令和3年）  | 375      |

### 従業員数の変遷
経済センサスによる従業員数の推移。
| 年                 | 従業員数 |
| ------------------ | -------- |
| 2016年（平成28年） | 7,746    |
| 2021年（令和3年）  | 9,112    |

## 交通
- 神奈川県道14号鶴見溝ノ口線

## 施設
- 洗足学園音楽大学
- 洗足学園中学校・高等学校
- 洗足学園小学校
- 川崎市立高津高等学校
- 川崎市立高津中学校
- 川崎市立久本小学校
- 川崎北税務署
- ハローワーク川崎北 溝ノ口庁舎[19]
- イトーヨーカドー 溝ノ口店[20]

## その他

### 日本郵便
- 郵便番号 : 213-0011[3]（集配局 : 高津郵便局[21]）

### 警察
町内の警察の管轄区域は以下の通りである。
| 大字・丁目 | 番・番地等 | 警察署     | 交番・駐在所 |
| ---------- | ---------- | ---------- | ------------ |
| 久本1丁目  | 全域       | 高津警察署 | 溝口駅前交番 |
| 久本2丁目  | 1番～6番   | 高津警察署 | 末長交番     |
| 久本2丁目  | 7番～14番  | 高津警察署 | 溝口駅前交番 |
| 久本3丁目  | 全域       | 高津警察署 | 溝口駅前交番 |